# Тобол-Кушлы
Тобол-Кушлы — озеро в Саргатском районе в центре Омской области.
Находится среди множества более мелких озёр на востоке Ишимской равнины, в 25 км к северо-западу от посёлка Саргатское.
Площадь озера — 14,34 км². Состоит из двух частей, разделённых перешейком. Высота над уровнем моря — 92 м.
Особенностью озера является наличие отложений сапропеля площадью в 673 га. Максимальная мощность этих отложений 2,7 м; средняя мощность отложений: 1,69 м.
На берегах находятся деревни Десподзиновка (на юго-востоке) и Большешипицыно (на востоке).